# Union internationale des employés des services
Service Employees International Union (SEIU) ou Union Internationale des Employés des Services est un syndicat nord-américain représentant 2,2 millions de travailleurs exerçant plus de 100 professions différentes aux États-Unis, à Porto Rico et au Canada.

## Positionnement
SEIU représente et défend des travailleurs principalement dans les trois secteurs suivants :
- La santé : plus de la moitié des membres travaillent dans le domaine des soins de santé, parmi lesquels figurent le personnel hospitalier, les aides soignants et les infirmiers à domicile ;
- Les services publics : au niveau local et fédéral : les employés du service public sont aussi bien des conducteurs d'autobus, des employés des écoles publiques, des professionnels de l'enseignement aux enfants travaillant dans les crèches et les garderies, etc. ;
- Les services d'entretien et de sécurité : y figurent les concierges, les employés de sécurité et les employés du secteur alimentaire.

SEIU est affilié à la fédération Change to Win et au Congrès du travail du Canada.
SEIU est parfois appelé l'« océan violet » lors d'évènements politiques, en raison des t-shirts violets très reconnaissables que portent les militants.
L'organisation syndicale est également connue pour son programme Justice for Janitors (Justice pour les personnels d'entretien) ainsi que pour son solide appui aux candidats démocrates : 28 millions de dollars ont été dépensés par SEIU pour soutenir Barack Obama lors de l'élection présidentielle de 2008, ce qui en fait l'organisation syndicale qui a dépensé le plus pour aider Barack Obama à se faire élire président,.

## Histoire
SEIU a été fondé en 1921 à Chicago sous le nom de Building Services Employees Unions, c'est-à-dire le Syndicat des Employés des Services liés aux Bâtiments. Ses premiers membres se composaient de personnels d'entretien, des ascensoristes et des laveurs de vitres. Le nombre d'adhésion a augmenté de façon significative lors d'une grève de Garment District à New York en 1934. La croissance liée à l'adhésion de nouveaux membres, à l'affiliation avec d'autres syndicats, et aux fusions entre organisations, a abouti à une diversification des secteurs représentés par rapport à ceux initialement visés par le BSEU.
En 1968, il change de nom pour devenir Service Employees International Union, soit le Syndicat International des Employés du secteur des Services. En 1980, il absorbe l' International Jewerly Workers Union (Syndicat International des employés de bijouterie), puis le Drug, Hospital, and Health Care Employees Union (le syndicat des Employés de Pharmacies, Hôpitaux et Centres de Soins) et le Health and Human Services Workers (le syndicat des Employés du secteur de la Santé et des Services aux Personnes).
En 1995, John Sweeney, alors président de SEIU, est élu président de l'AFL-CIO, la Confédération des Syndicats des États-Unis et du Canada. Après le départ de John Sweeney, Andrew Stern, ancien travailleur social, est élu président de SEIU. Pendant les premières années de son mandat (qui dura 10 ans), le nombre d'adhésions à l'organisation syndicale a augmenté rapidement, faisant de SEIU le plus important synidact de l'AFL-CIO en 2000.
En 1997, SEIU a créé l'Exotic Dancers Union et syndiqué les travailleuses du peep show Lusty Lady à San Francisco dans la section 790 de SEIU. Ce fut la première (et la seule pour l'année 2006) réussite pour syndiquer cette catégorie de salariés aux États-Unis.
En 2003, SEIU a été l'un des membres fondateurs du New Unity Partnership (Nouveau Partenariat Syndical), une organisation de syndicats qui a soutenu diverses réformes au niveau national, et dont l'ambition générale est d'aider les travailleurs non syndiqués à se syndiquer.
En 2005, SEIU a également fait partie des membres fondateurs de Change to Win Coalition (Coalition Changer pour Gagner), qui a continué à s'atteler aux réformes, et critiquant l'AFL-CIO pour avoir focalisé son attention sur les politiques électorales, au lieu d'engager des actions suffisantes pour encourager la syndicalisation des travailleurs face à la diminution des adhésions aux syndicats.
La fédération Change To Win a tenu son congrès de lancement en septembre 2005, au cours duquel la Secrétaire-Trésorière de SEIU, Anna Burger, fut nommée Présidente de l'organisation. Comme d'autres syndicats affiliés à Change To Win, de nombreuses branches locales de SEIU restent affiliées à des organismes régionaux de l'AFL-CIO par le biais des chartes de solidarité.

## Présidents
- William Quesse (1921-1927)
- Oscar Nelson (1927-1928)
- Jerry Horan (1928-1937)
- George Scalise (1937-1940)
- William McFetridge (1940-1960)
- David Sullivan (1960-1971)
- George Hardy (1971-1980)
- John Sweeney (1980-1995)
- Richard Corditz (1995-1996)
- Andy Stern (1996-2010)
- Mary Kay Henry (2010-)

## Leadership international
- Président : Mary Katy Henry
- Secrétaire trésorier : Eliseo Medina
- Vice-président : Tom Woodruff
- Vice-président : Gerry Hudson
- Vice-président : Dave Regan
- Vice-président : Mitch Ackerman
- Vice-président : Bruce Rayno

## Enjeux et perspectives actuelles

### Soins à domicile
Dans le Missouri, 12 000 auxiliaires de santé à domicile faisant partie du programme Consumer Directed Services (Services destinés aux Consommateurs) ont voté afin de se syndiquer au sein du Missouri Home Care Union (Syndicat des Soins à Domicile du Missouri), une branche locale et commune aux syndicats SEIU et AFSCME. Dans le Wisconsin, 5 500 infirmiers à domicile ont voté "oui" pour rejoindre SEIU. 

### Professeurs à temps partiel
Lors d'un vote conclu par une victoire massive, les intervenants extérieurs travaillant à temps partiel au Maine Community College ont formé un syndicat avec la Maine State Employees Association (Association des Employés de l'Etat du Maine), la branche locale 1989 de SEIU.

### Ouvriers du bâtiment
À New-York, 30 000 ouvriers du bâtiment (portiers, agents de sécurité, etc.) faisant partie de la branche locale 32BJ de SEIU, ont évité de faire grève à la suite de la signature d'un accord collectif.

### Secteur de l'entretien
En 2005, plus de 5 000 travailleurs dans le secteur de l'entretien ont rejoint le SEIU de Houston dans l'état du Texas, ce qui constitue un succès particulièrement important en raison de la taille de la campagne et de sa localisation: une zone à faible taux de syndicalisation. 

### Techniciens de surface
En Floride, une grève de grande envergure à l'Université de Miami, qui a duré neuf semaines, avec des personnes faisant une grève de la faim, s'est conclue par la syndicalisation de 425 techniciens de surface travaillant sur le campus. Cette victoire fut rapidement suivie par une autre: 600 travailleurs du North Shore Medical Center (Centre Médical du North Shore) également situé à Miami, ont voté pour rejoindre SEIU au début de l'année 2006.

### Employés médicaux
De nouvelles méthodes d'organisation syndicales dites de "deep organizing" sont testées sous la direction de Jane McAlevey au Nevada à partir de 2004. Cinq hôpitaux sont syndiqué en deux ans et le nombre de membres augmente de 20% sur la seule année 2006 au point que sept infirmières de l'Etat sur dix étaient syndiquées au SEIU à la fin de cette année. 
En 2009, plus de 800 employés du Elizabeth's Medical Center, un des plus importants centres médicaux de Boston, ont rejoint des milliers d'employés du secteur médical au sein de la branche locale 1199 de SEIU.

### Restauration
En 2009, le syndicat a lancé une campagne nationale pour améliorer les normes de travail et de salaire chez Sodexo. Clean Up Sodexo sert à relayer sur Internet le message destiné aux employés de Sodexo, dont beaucoup gagnent des salaires très faibles en tant qu'employés des services de restauration dans les universités aux États-Unis.

## SEIU dans la culture populaire
- La campagne Justice for Janitors menée par SEIU à Los Angeles a été décrite dans le film Bread and Roses.
- Dans le série télévisée Urgences, le standardiste Jerry Markovic (joué par Abraham Benrubi) porte souvent un t-shirt SEIU, ce qui témoigne de la représentation des travailleurs des services hospitaliers (environ 250 000) par SEIU aux États-Unis.
- En 2008, SEIU s'est associé à Manifest Hope: DC, MoveOn PAC et Obey Giant pour lancer un concours national en ligne destiné à recueillir les meilleures œuvres graphiques célébrant la campagne qui a contribué à élire Barack Obama en tant que Président des États-Unis. L’œuvre qui a remporté le concours a été exposée aux habitants du secteur de Washington, D.C. et aux millions de personnes attendues à Washington pour l'investiture de Barack Obama.
- Le programme à but non lucratif 501c3 Bread and Roses initié par 1199SEIU a été créé en 1978 pour servir de ressource culturelle aux synidiqués et aux étudiants de New York qui, pour la plupart n'ont pas accès aux institutions et aux programmes artistiques traditionnels. Depuis, le programme Bread and Roses s'est largement répandu au-delà de la région de New York.
- En 2006, Unseen America, un livre de photographies prises par les membres de 1199SEIU et par d'autres travailleurs, a été publié. Parmi les dizaines de manifestations organisées à cette occasion à travers les États-Unis, le musée Guggenheim de New York a organisé une fête pour célébrer le projet Unseen America du programme Bread and Roses.